# Timandra correspondens
Timandra correspondens är en fjärilsart som beskrevs av George Francis Hampson 1895. Timandra correspondens ingår i släktet Timandra och familjen mätare. Inga underarter finns listade i Catalogue of Life.